# 日産・CGエンジン
日産・CGエンジンは、MA10型エンジンの後継エンジンとして、日産自動車が1991年（平成3年）12月から2002年（平成14年）8月まで生産していた小型車用DOHC16バルブガソリンエンジン。マーチ、キューブ用に搭載された。カムシャフトの駆動方式は、MA10型がタイミングベルトなのに対し、当エンジンではタイミングチェーンとなっている。後継はルノーと共同開発されたCRエンジンである。

## バリエーション

### CG10系 997cc

#### CG10DE
- 総排気量：997cc
- 内径×行程：71.0㎜×63.0㎜
- 圧縮比：（1）9.5:1

　　　　　　　    （2）9.8:1
- 最高出力：（1）58PS（43kW）6,000rpm　8.1kg·m（79N·m）4,000rpm

　　　　　　　　　  （2）60PS（44kW）6,000rpm　8.6kg·m（84N·m）4,000rpm
- 無鉛レギュラーガソリン

### CG13系 1,274cc

#### CG13DE
- 総排気量：1,274cc
- 内径×行程：71.0㎜×80.5㎜
- 圧縮比：9.5:1
- 最高出力：（1）79PS（58kW）6,000rpm　10.6kg·m（104N·m）4,000rpm

　　　　　　　　　  （2）82PS（60kW）6,000rpm　10.8kg·m（106N·m）4,000rpm
- 無鉛レギュラーガソリン

### CGA3系 1,348cc

#### CGA3DE
- 総排気量：1,348cc
- 内径×行程：72.0mm×82.8㎜
- 圧縮比：（1）9.5:1

　　　　　 　  　（2）10.0:1
- 最高出力：（1）85PS（63kW）6,000rpm　12.2kg·m（120N·m）4,000rpm

　　　　　 　　　    （2）101PS（74kW）6,000rpm　12.5kg·m（123N·m）4,000rpm
- （1）は無鉛レギュラーガソリン、（2）は無鉛プレミアムガソリン。

## 搭載された車種
- CG10DE（1）
  - マーチ（K11）1992年1月-1999年11月
- CG10DE（2）
  - マーチ（K11）1999年11月-2002年2月
- CG13DE（1）
  - マーチ（K11）1992年1月-1999年11月
- CG13DE（2）
  - キューブ（Z10）1998年2月-1999年11月
- CGA3DE（1）
  - マーチ（K11）1999年11月-2002年2月
  - キューブ（Z10）1999年11月-2002年9月
- CGA3DE（2）
  - キューブ（Z10）2000年9月-2002年9月